# Кубок світу з біатлону 2016—2017 — етап 6
Шостий етап Кубка світу з біатлону 2016—17 відбувався в італійському містечку Разун-Антерсельва (німецька назва Антгольц), з 19 по 22 січня 2017 року. До програми етапу входило 6 гонок: чоловіча та жіноча естафети, індивідуальна гонка  та гонка з масовим стартом у чоловіків та жінок.

## Медалісти

### Чоловіки
| Гонка:                                                                           | Золото:                                                       | Час                                           | Срібло:                                                                                  | Час                                                       | Бронза:                                                           | Час                                                       |
| Індивідуальна гонка 20 км Протокол [Архівовано 31 січня 2017 у Wayback Machine.] | Антон Шипулін Росія                                           | 50:38.1 (0+0+1+0)                             | Мартен Фуркад Франція                                                                    | 51:19.1 (0+1+1+0)                                         | Сергій Семенов Україна                                            | 51:34.9 (0+0+0+1)                                         |
| Мас-старт 15 км Протокол [Архівовано 31 січня 2017 у Wayback Machine.]           | Йоганнес Тінгнес Бо Норвегія                                  | 37:04.3 (0+0+0+0)                             | Кентен Фійон Майє Франція                                                                | 37:08.0 (1+0+0+0)                                         | Антон Шипулін Росія                                               | 37:26.0 (0+1+0+0)                                         |
| Естафета 4x7,5 км Протокол [Архівовано 23 січня 2017 у Wayback Machine.]         | Німеччина Ерік Лессер Бенедикт Долль Арнд Пайффер Сімон Шемпп | 1:13:57.2 (0+0) (0+2) (0+2) (0+1) (0+0) (0+1) | Норвегія Ларс Хегле Біркеланд Генрік л'Абе-Лунд Йоганнес Тінгнес Бо Еміль Хегле Свендсен | 1:13:57.3 (0+1) (0+1) (0+1) (0+3) (0+1) (0+0) (0+0) (0+2) | Росія Максим Цвєтков Євген Гаранічев Дмитро Малишко Антон Бабіков | 1:14:30.8 (0+0) (0+0) (0+3) (0+0) (0+2) (0+2) (0+0) (0+2) |

### Жінки
| Гонка:                                                                            | Золото:                                                                       | Час                                                       | Срібло:                                                         | Час                                                       | Бронза:                                                                     | Час                                                       |
| Індивідуальна гонка, 15 км Протокол [Архівовано 20 січня 2017 у Wayback Machine.] | Лаура Дальмаєр Німеччина                                                      | 44:48.7 (1+1+0+0)                                         | Анаїс Шевальє Франція                                           | 44:52.5 (0+1+0+0)                                         | Алексія Рунггальдьєр Італія                                                 | 45:34.7 (0+1+0+0)                                         |
| Мас-старт 12,5 км Протокол [Архівовано 31 січня 2017 у Wayback Machine.]          | Надін Горхлер Німеччина                                                       | 36:11.5 (0+0+0+0)                                         | Лаура Дальмаєр Німеччина                                        | 36:14.6 (1+0+0+2)                                         | Габріела Коукалова Чехія                                                    | 36:19.5 (1+1+0+0)                                         |
| Естафета 4x6 км Протокол [Архівовано 24 січня 2017 у Wayback Machine.]            | Німеччина Ванесса Гінц Марен Гаммершмідт Франциска Гільдебранд Лаура Дальмаєр | 1:09:12.4 (0+1) (0+1) (0+0) (0+1) (0+3) (0+1) (0+2) (0+3) | Франція Анаїс Шевальє Жустін Бреза Анаїс Бескон Марі Дорен-Абер | 1:09:36.6 (0+1) (0+1) (0+3) (0+0) (0+0) (0+1) (0+0) (0+2) | Італія Ліза Віттоцці Федеріка Санфіліппо Алексія Рунггальдьєр Доротея Вірер | 1:09:45.8 (0+1) (0+1) (0+1) (0+2) (0+0) (0+3) (0+0) (0+1) |